# Chapelle-Spinasse
Chapelle-Spinasse is een gemeente in het Franse departement Corrèze (regio Nouvelle-Aquitaine) en telt 114 inwoners (2009). De plaats maakt deel uit van het arrondissement Tulle.

## Geografie
De oppervlakte van Chapelle-Spinasse bedraagt 6,0 km², de bevolkingsdichtheid is dus 19 inwoners per km².
De onderstaande kaart toont de ligging van Chapelle-Spinasse met de belangrijkste infrastructuur en aangrenzende gemeenten.

## Demografie
Onderstaande figuur toont het verloop van het inwonertal (bron: INSEE-tellingen).

1. ↑  Populations de référence 2022.